# Рак на стомаха
Ракът на стомаха е резултат от злокачествено израждане на клетки на стомашната лигавица.
Може да се развие във всяка една негова част, както и да проникне по съседство в други органи (черен дроб, панкреас, дебело черво), или да прорасне към хранопровода и тънките черва.
Стомашният рак метастазира към отдалечени органи, като бял дроб, кости, яйчници, лимфни възли и др.
Рискът да се развие рак на стомаха се повишава с напредването на възрастта (след 40 години), като мъжете са два пъти по-застрашени от жените. В България честотата на страдащите от стомашен рак е 42 на 100 000.
Смъртността при тази болест е висока, тъй като заболяването се открива на късен етап. В ранните стадии на развитие ракът на стомаха не дава симптоми.

## Причини за рак на стомаха
Основните причини за възникването на рак на стомаха не са изяснени с точност. Съществуват много хипотези. Голямо значение се отдава на генетичния фактор, както и на националната принадлежност. С най-висока заболеваемост от рак на стомаха са жителите на Китай, Япония и Чили. Смята се, че и начинът на хранене може да повлияе върху развитието на тази болест. Така например не трябва да се консумират твърде люти или силно подправени храни. Сред хипотезите е, че и опушените и осолените храни също влияят неблагоприятно поради високото съдържание на нитрати, които най-вероятно в стомаха се превръщат в нитрити под влиянието на бактериите и оттам в канцерогенни нитрозамини. На риск са изложени и хора, които прекаляват с алкохола, както и пушачите. Друг рисков фактор може да е инфекция с Helicobacter pylori, особено ако е в комбинация с гастрит тип В.

## Симптоми
В началото симптомите на рак на стомаха са неспецифични и се срещат при много заболявания. На по-късен етап симптомите са:
- Отпадналост и лесна уморяемост
- Безапетитие, отвращение от храни, месо, риба
- Отслабване на тегло
- Болка в горната част на корема
- Повръщане на храна, кръв[4]
- Кръв в изпражненията или повръщане на кръв
- Запек или диария[1]

Поставянето на диагноза става чрез извършването на ендоскопско изследване – гастроскопия. При тази процедура малък уред преминава през устата и хранопровода и стига до стомаха, където се оглеждат съмнителните участъци и се взимат биопсии. След това чрез хистологични изследвания на материалите се поставя диагноза.

## Лечение
Лечението е строго индивидуално за всеки пациент. Най-общо се прилагат три метода:
- оперативен
- химиотерапия
- лъчетерапия

При оперативния метод се извършва т.нар. гастректомия – под пълна упойка оперативно се отстранява част или целият стомах на пациента.
При химиотерапията се използват вещества, т.нар. цитостатици. Процедурите по вливанията се извършват в болнична обстановка.
При лъчетерапията се въздейства само на раковите клетки чрез високо енергийни лъчи с цел унищожаване или спиране на развитието на зловредните клетки.
Напоследък се говори и за използване на ботокс при лечението на рак на стомаха. Учени от Норвегия установяват, че развитието на рака на стомаха се забавя след инжектиране на ботулинов токсин. Прилагането му в ранен стадий от развитието на рака всъщност блокира функциите на нервите и по този начин възпрепятства деленето и размножаването на ракови клетки. А самият рак става по-чувствителен към химиотерапията.